# Ông bà Smith (phim 2005)
Ông bà Smith (tựa gốc tiếng Anh: Mr. & Mrs. Smith) là một phim chính kịch-hài kịch lãng mạn Mỹ sản xuất năm 2005, đạo diễn bởi Doug Liman và kịch bản bởi Simon Kinberg. Nhạc phim được soạn bởi John Powell. Bộ phim có sự góp mặt của Brad Pitt và Angelina Jolie trong vai cặp vợ chồng chán ngán, phát hiện người kia là sát thủ bí mật khi họ được cử đi làm cùng một nhiệm vụ.

## Diễn viên
- Brad Pitt vai John Smith
- Angelina Jolie vai Jane Smith
- Vince Vaughn vai Eddie
- Kerry Washington vai Jasmine
- Adam Brody vai Benjamin "The Tank" Danz
- Keith David vai Father
- Chris Weitz vai Martin Coleman
- Rachael Huntley vai Suzy Coleman
- Michelle Monaghan vai Gwen
- Benton Jennings vai Maitre'D
- Stephanie March vai Julie
- Jennifer Morrison vai Jade
- Theresa Barrera vai Janet
- Perrey Reeves vai Jessie
- Melanie Tolbert vai Jamie
- Angela Bassett vai giọng ông chủ của Mr. Smith
- William Fichtner vai Dr. Waxler
- Ron Bottitta vai P.J.